# Paso Ataques
Paso Ataques ist eine Ortschaft in Uruguay.

## Geographie
Sie befindet sich im nördlichen Teil des Departamento Rivera nahe der Ostgrenze zu Brasilien. Nächstgelegene Ansiedlungen auf uruguayischem Territorium sind Cerros de la Calera in südlicher Richtung, Lagos del Norte im Nordnordwesten und Tranqueras im Westen.

## Einwohner
Paso Ataques hat 107 Einwohner, davon 49 männliche und 58 weibliche (Stand: 2011). Bei den vorhergehenden Volkszählungen von 1963 bis 2004 wurden für den Ort keine statistischen Daten erfasst.
| Jahr | Einwohner |
| ---- | --------- |
| 1996 | -         |
| 2004 | -         |
| 2011 | 107       |

Quelle: Instituto Nacional de Estadística de Uruguay.